# Brunswick (Ohio)
Pour les articles homonymes, voir Brunswick.
Brunswick est la plus grande ville du Comté de Medina en Ohio, États-Unis. Sa population était de 34 255 habitants en 2010. La ville fait partie de l'aire métropolitaine de Cleveland.